# Chartreuse Notre-Dame de Montalegre
Pour les articles homonymes, voir Notre-Dame et Chartreuse Notre-Dame (homonymie).
La Chartreuse Notre-Dame de Montalegre, en catalan : cartoixa de Santa María de Montalegre, en espagnol : cartuja de Santa María de Montealegre, est une chartreuse située en Espagne, non loin de Tiana dans le Maresme. C'est la seule chartreuse subsistant en Catalogne. Elle se trouve dans le Parc de la Sierra de la Marina.

## Histoire

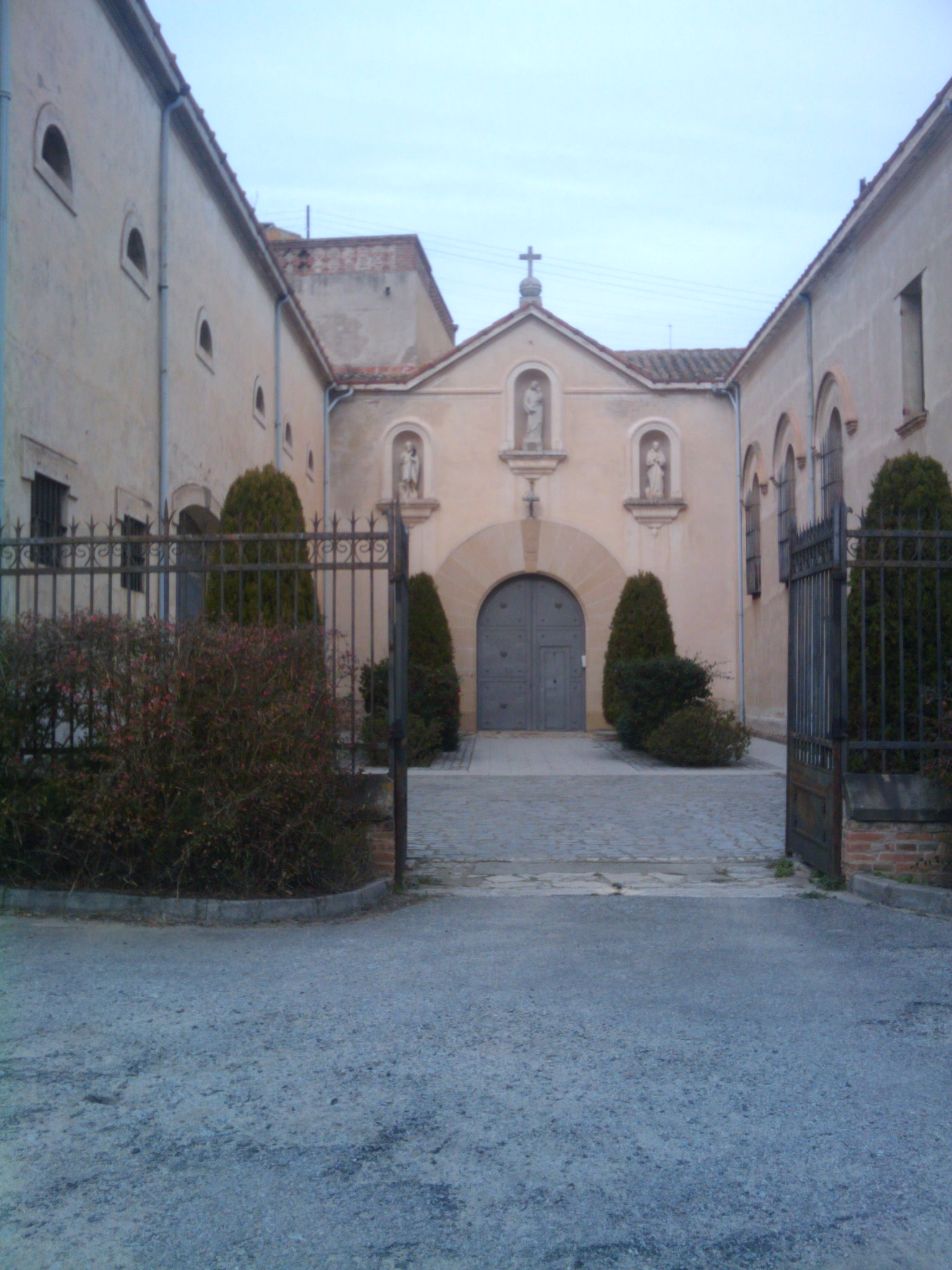
Entrée de la chartreuse.

Il existait, depuis 1247, un petit couvent de chanoinesses régulières de Saint Augustin, dont les religieuses déménagent à Barcelone en 1362. Après plusieurs changements de propriétaires, le domaine est acheté en 1415 par Dominique de Bonnefoy, prieur de la chartreuse de Saint-Jacques de Valparaíso; une bulle de Benoît XIII autorise le transfert dans un endroit plus approprié pour remplir les conditions nécessaires pour développer l'activité des deux chartreuses voisines, Valparaiso et Saint-Paul-de-la-Mer. La communauté de Valparaiso se transfère à Montalegre en 1415. L'actuel monastère est construit dès la même année à proximité de l'ancien couvent qui devient quant à lui la correrie de la chartreuse. En 1433, la communauté de Saint-Paul-de-la-Mer s’unit à celle Montalgre. Les travaux sont terminés en 1463.
Un second cloître est construit au XVIe siècle. La maison souffre beaucoup de la guerre de Succession d'Espagne.
La communauté doit quitter le monastère de 1808 à 1814, à l'époque napoléonienne, et de 1820 à 1824. 
La chartreuse sert de lazaret, tenu par des soignants français, pendant l'épidémie de fièvre jaune de Barcelone de 1821.
Le monastère ferme en 1835 à cause du désamortissement de Mendizábal qui organise la confiscation des propriétés des congrégations et sert de caserne, puis d'hôpital. La chartreuse est incendiée en 1835.
Elle est rachetée par l’ordre des chartreux en 1867, et une petite communauté s’y installe pour les restaurations. Les efforts visant à faire revenir les chartreux en 1867 échouent.
Il faut attendre 1901 pour que des chartreux français (vingt-neuf pères et vingt-trois frères), eux-mêmes expulsés de leur pays à cause de la loi sur les associations du 1er juillet 1901, plus connue sous le nom de loi Waldeck-Rousseau qui entraîne la fermeture de monastères en France, s'installent à Montalegre.
La chartreuse est sérieusement endommagée tout au début de la Guerre d'Espagne. Les vingt-et-un pères et les seize frères se dispersent pour éviter la prison. La communauté est arrête le 20 juillet 1936 et incarcéré à Badalone. Six d'entre eux sont assassinés par des anarchistes, dont Célestin Fumet. On y installe un hôpital de tuberculeux.
Après la victoire du général Franco, les moines peuvent revenir dans leur monastère. En 1939, les moines retournent au monastère , dans lequel le petit séminaire du diocèse de Barcelone  est installé. Ce séminaire est fermé en 1998 en raison de difficultés économiques. L'ancienne correrie qui occupait le séminaire est cédée à la Fondation Pere Tarrés et fonctionne actuellement colonie de vacances.

## Moines notables

### Prieurs
Le prieur est le supérieur d'une chartreuse, élu par ses comprofès ou désigné par les supérieurs majeurs.

### Autres chartreux
- Célestin Fumet, Claude Fumet né le 22 février 1876 à Buffières (Saône-et-Loire) dans une famille de cultivateurs. Orphelin de père à un an, il passe son enfance chez ses grands-parents. Se sentant appelé au sacerdoce dès ses 14 ans après une grave maladie, il réalise ses études secondaires à la cure, puis entre au grand séminaire d’Autun. Il prend l’habit à la Grande Chartreuse, le 6 avril 1900, fait profession le 17 avril 1901 et termine sa probation à Montalegre, par sa profession solennelle le 15 avril 1905. Ordonné prêtre le 25 décembre suivant, il est maître des novices d’octobre 1916 à 1925. Après quelques années de maladie, il est nommé procureur en juin 1929 et tué par les républicains espagnols, le 20 juillet 1936[7]

## Architecture

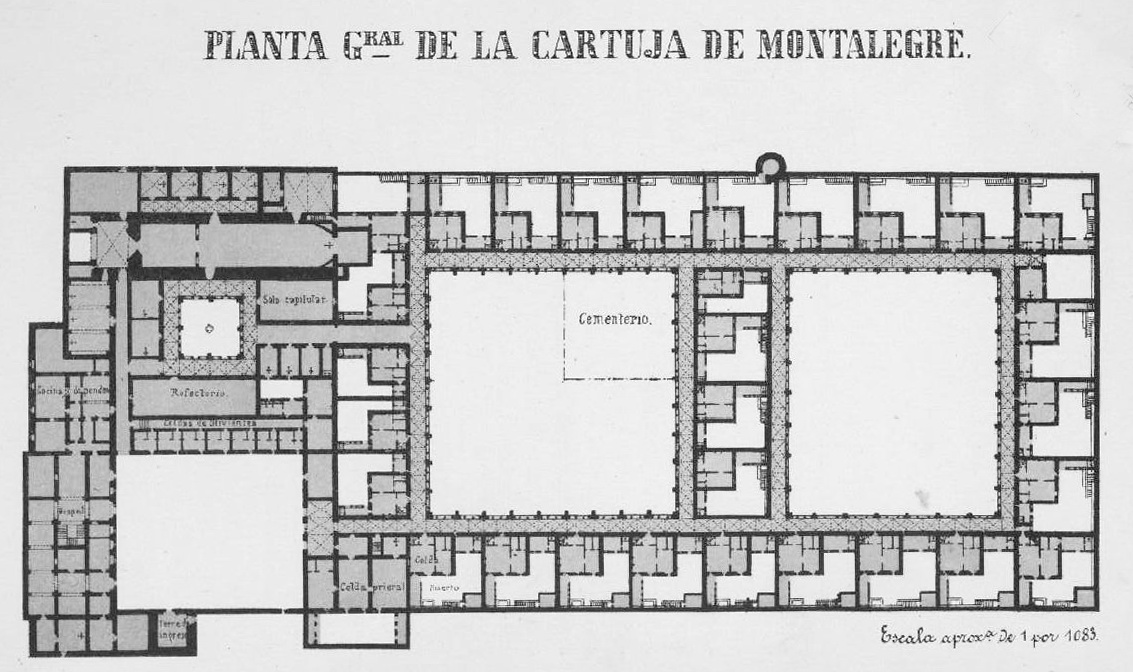
Plan du monastère

L'église de style gothique tardif est érigée entre 1415 et 1463. Elle mesure 35,40 mètres de longueur et 8,40 mètres de largeur. Depuis 1636, la chartreuse comprend trente cellules et deux cloîtres.  L'un des chœurs servait aux Pères et l'autre aux moines convers. La chartreuse n'a pas d'hôtellerie et ne se visite pas pour respecter la solitude des moines.